# Niphona picticornis
Niphona picticornis là một loài bọ cánh cứng trong họ Cerambycidae.